# Martin Dobrotka
Martin Dobrotka (Bratislava, 22 gennaio 1985) è un calciatore slovacco, difensore dell'Arka Gdynia.

## Carriera

### Club
Comincia la sua carriera nello Slovan Bratislava, squadra in cui fa ritorno nel 2006, dopo 2 stagioni di assenza. Con la maglia azzurra dei capitolini slovacchi vince i campionati 2008-2009 e 2010-2011. Il primo luglio 2012 lo Slovan Bratislava cede, per la somma di 300.000 euro, Martin Dobrotka alla squadra dello Slavia Praga
Il 18 agosto 2011 un suo gol ha permesso allo Slovan di battere, per 1-0, gli italiani della Roma nell'andata degli spareggi per l'accesso ai gironi di Europa League, a cui poi la squadra otterrà la qualificazione.

### Nazionale
Nel 2009 debutta con la Nazionale slovacca, nella partita amichevole Cipro-Slovacchia 3-2.

## Palmarès
- Campionato slovacco: 2

Slovan Bratislava: 2008-2009, 2010-2011
- Supercoppa di Slovacchia: 1

Slovan Bratislava: 2009
- Coppa di Slovacchia: 2

Slovan Bratislava: 2009-2010, 2010-2011
- Campionato polacco di seconda divisione: 1

Arka Gdynia: 2024-2025

## Statistiche

### Cronologia presenze e reti in nazionale
| Cronologia completa delle presenze e delle reti in nazionale ― Slovacchia | Cronologia completa delle presenze e delle reti in nazionale ― Slovacchia | Cronologia completa delle presenze e delle reti in nazionale ― Slovacchia | Cronologia completa delle presenze e delle reti in nazionale ― Slovacchia | Cronologia completa delle presenze e delle reti in nazionale ― Slovacchia | Cronologia completa delle presenze e delle reti in nazionale ― Slovacchia | Cronologia completa delle presenze e delle reti in nazionale ― Slovacchia | Cronologia completa delle presenze e delle reti in nazionale ― Slovacchia |
| Data                                                                      | Città                                                                     | In casa                                                                   | Risultato                                                                 | Ospiti                                                                    | Competizione                                                              | Reti                                                                      | Note                                                                      |
| ------------------------------------------------------------------------- | ------------------------------------------------------------------------- | ------------------------------------------------------------------------- | ------------------------------------------------------------------------- | ------------------------------------------------------------------------- | ------------------------------------------------------------------------- | ------------------------------------------------------------------------- | ------------------------------------------------------------------------- |
| 11-2-2009                                                                 | Nicosia                                                                   | Cipro                                                                     | 3 – 2                                                                     | Slovacchia                                                                | Amichevole                                                                | -                                                                         |                                                                           |
| Totale                                                                    |                                                                           | Presenze                                                                  | 1                                                                         |                                                                           | Reti                                                                      | 0                                                                         |                                                                           |